# L'Équipe du soir
L'Équipe Du Soir est une émission sportive présentée par Olivier Ménard (du lundi au vendredi) ou Messaoud Benterki (le dimanche) sur L'Équipe du lundi au vendredi et le dimanche depuis septembre 2008. L'émission est diffusée de 23 h à 1 h (depuis le 21 août 2023) du lundi au vendredi et de 22 h 40 à 0 h 30 le dimanche.

## Histoire
L'émission est lancée en septembre 2008.
Le 12 janvier 2018, le programme connaît sa 2000e émission ; l'ancien président de la République Nicolas Sarkozy en est l'invité.
Le 4 juillet 2019, l'invité exceptionnel du jour est Noël Le Graët, président de la Fédération française de football.
Le 23 septembre 2019, l'invité exceptionnel du jour est Jonny Wilkinson, ancien joueur anglais de rugby à XV pour une émission « spécial rugby ».
Le 21 octobre 2019, l'invité exceptionnel du jour est Didier Drogba, ancien joueur de football franco-ivoirien à l'occasion de l'annonce de la liste des nommés au Ballon d'Or, Drogba étant le co-maître de cérémonie de cette édition pour la première fois.
Le 15 mars 2021, l'invité exceptionnel est François Hollande, ancien président de la République.
Le 21 février 2022, le programme connaît sa 3000e émission.

## Déroulement
L'émission, en 1 partie, a pour but de traiter de l'actualité sportive du jour en plusieurs thèmes, sous forme de débats. Cinq chroniqueurs , journalistes ou sportifs (actuels ou anciens) analysent, décryptent et donnent leur point de vue sur de nombreux sujets : football, rugby, cyclisme....
L'un des chroniqueurs est nommé le président et siège aux côtés du présentateur, il peut donner un carton jaune ou rouge au chroniqueur qui l'agace ou bien accorder un point à celui l'ayant convaincu. En effet, les réactions des chroniqueurs peuvent déboucher sur des « duels ». Pendant 30 secondes, les participants doivent donner leur opinion chacun son tour et à la fin, le président et/ou les téléspectateurs via Twitter tranchent en choisissant leur camp. Les téléspectateurs peuvent eux aussi débattre, en proposant des questions concernant les sujets traités, sur les pages Facebook et Twitter de l'émission, auxquelles les chroniqueurs répondront dans "l'Extra-Time". La dernière minute de l'émission est dédiée à un jeu de questions sportives dans lequel les chroniqueurs gagnent des points.
En 2014, les téléspectateurs pouvaient élire le chroniqueur de la semaine.

## Audiences
- Le 26 février 2015, Olivier Ménard affirme que l'émission de la veille a effectué sa meilleure audience.
- Le mercredi 11 mars 2015, à la suite de la qualification du Paris SG pour les quarts de finale de la Ligue des champions face à Chelsea (2-2), L'Équipe du Soir, a rassemblé en moyenne 300 000 téléspectateurs avec un pic à 516 000. Ce qui a fait de L'Équipe 21 la cinquième chaîne nationale auprès de l'ensemble du public[5].
- Le mercredi 8 mars 2017, le debrief du match FC Barcelone-Paris SG (6-1) a permis à l'émission d'enregistrer un nouveau score historique de 515 000 téléspectateurs (4,8 % de part d'audience). Le débrief de la bande à Olivier Ménard a même enregistré un pic à 940 000 téléspectateurs[6].
- Le mardi 26 juin 2018, à l’issue du match de la phase de groupe de la Coupe du monde de football de 2018, Danemark – France, L'Équipe du soir a réalisé son record historique avec 584 000  téléspectateurs en moyenne[7].
- Le 13 septembre 2020, la non-diffusion du Classico Paris SG - Olympique de Marseille sur Canal + permet à l'émission d'établir son record historique, avec 881 000 personnes, dont un pic à 1,2 million selon Médiamétrie[8].
- Le 23 juin 2021, à l'issue du match Portugal-France de la phase de groupe de l'Euro 2020, l’émission réalise son record historique avec 903 000 téléspectateurs et un pic à 1,5 million[9].

## Controverse
Le contenu de l'émission est aussi apprécié que décrié pour son côté « café du commerce » dû notamment au manque de fond dans les analyses de certains de ses consultants. En effet, le format donne souvent l'impression que les invités échangent sur le plateau comme on pourrait le faire lors de simples discussions de comptoir.
Le 12 juin 2021, à la suite des propos de l'international belge Thomas Meunier qui déclarait à l'issue d'une victoire de son équipe en ouverture de l'Euro 2020, et en réponse à la question du journaliste sur le niveau décevant de ses adversaires du jour, qu'il fallait « une belle armada offensive pour vaincre [la Belgique] », Gilles Favard, l'un des consultants avait notamment rétorqué : « Ils parlent beaucoup ces Belges, ils vont vite rentrer chez eux manger des frites ».

## Présentateurs
- Olivier Ménard, dit " Mémé " (du lundi au vendredi)
- Messaoud Benterki (le dimanche)
- Benoît Cosset (remplaçant régulier)
- Carine Galli (remplaçante occasionnelle)
- France Pierron (remplaçante occasionnelle)
- Dave Appadoo (remplaçant occasionnel)
- Giovanni Castaldi (remplaçant occasionnel)
- Karim Bennani (remplaçant occasionnel)

## Chroniqueurs réguliers

### Journalistes à L'Équipe
- Érik Bielderman
- Damien Degorre, qui collabore également avec le site Atlantico.fr
- Guillaume Dufy
- Vincent Duluc
- Mélisande Gomez
- Tanguy le Seviller
- Romain Harent
- Bernard Lions
- Étienne Moatti
- Hervé Penot
- Yoann Riou
- Didier Roustan, mort le 11 septembre 2024
- Sébastien Tarrago

### Autres journalistes
- Dave Appadoo (France Football)
- Nabil Djellit (France Football)
- Thierry Marchand (France Football)
- Pierre Maturana (So Foot)
- Philippe Sanfourche (RTL)
- Grégory Schneider (Libération)
- Dominique Sévérac (Le Parisien)
- Giovanni Castaldi (RTL)
- David Aiello (RTL)
- Pia Clemens (France Bleu Paris)
- Stéphane Guy
- Nicolas Vilas

### Anciens sportifs
- Jérôme Alonzo
- Éric Blanc
- Régis Brouard
- Rolland Courbis
- Raymond Domenech
- Johan Micoud
- Guy Roux
- Olivier Rouyer
- Étienne Didot
- Ludovic Obraniak
- Bouabdellah Tahri
- Djibril Cissé
- Pierre Bouby
- Vikash Dhorasoo
- Franck Sauzée
- Michel Pavon
- Mathias Pogba
- Eric Rabesandratana (président régulier depuis 2024)
- Bernard Mendy

### Anciens dirigeants et personnalités du monde du football
- Saïd Ennjimi (ancien arbitre international)
- Gilles Favard (conseiller sportif)
- Gervais Martel (ancien président du RC Lens)

## Invités (" Présidents ") et chroniqueurs occasionnels

### Sportifs en activité ou retraités
- Manuel Amoros
- José Anigo
- Pierre Berbizier
- Johan Micoud
- Habib Beye
- Serge Blanco
- Romarin Billong
- Alain Casanova
- Pascal Chimbonda
- Cris
- Olivier Dacourt
- Richard Dacoury
- Alou Diarra
- Étienne Didot
- Leslie Djhone
- Christophe Dominici
- Pierre Dréossi
- Pierre Ducrocq
- Julien Féret
- Luis Fernandez
- Martin Fourcade
- Laurent Fournier
- William Gallas
- Rudi Garcia
- René Girard
- Alain Giresse
- Christian Gourcuff
- Sidney Govou
- Vincent Guérin
- Philippe Hinschberger
- Jérémie Janot
- Christophe Kempé
- Yann Lachuer
- Patrice Lair
- Denis Lathoud
- Frédéric Lecanu
- Pierre Lechantre
- Paul Le Guen
- Claude Le Roy
- Jérôme Leroy
- Marc Libbra
- Bixente Lizarazu
- Sarah M'Barek
- Bernard Mendy
- Franck Mesnel
- Stéphane Moulin
- Jean-Michel Moutier
- Samir Nasri
- Benjamin Nivet
- Pascal Olmeta
- Mathias Patin
- Benoît Pedretti
- Emmanuel Petit
- Marinette Pichon
- Loïc Pietri
- Adil Rami
- Anthony Réveillère
- Alain Roche
- Bruno Rodriguez
- Jérôme Rothen
- Éric Roy
- Louis Saha
- Steve Savidan
- Nicolas Savinaud
- Moussa Sissoko
- Bob Tahri
- Laurent Tillie
- Denis Troch
- Jean-Luc Vasseur
- Sylvain Wiltord
- El-Hadji Diouf
- Jonny Wilkinson
- Didier Drogba
- Djibril Cissé
- Jacques Monclar
- Clément Chantôme
- Leslie Djhone

### Journalistes et autres intervenants
- Matthieu Barberousse (L'Équipe)
- Alexandre Bardot (L'Équipe)
- Jean-Pierre Bernès, agent de joueurs
- Alessandra Bianchi
- François Brassamin (L'Équipe)
- Thierry Bretagne
- Bernard Caïazzo
- Patrick Chassé, journaliste cyclisme
- Syanie Dalmat (L'Équipe)
- Michel Denisot, animateur
- Clément Dossin (L'Équipe)
- Thierry Dugeon
- Richard Escot (spécialiste rugby)
- Frédéric Ferret (L'Équipe)
- Éric Folliet (L'Équipe)
- André-Arnaud Fourny (L'Équipe)
- Pauline Gamerre
- Florian Gazan (RTL), humoriste
- Aliou Goloko
- Benoît Hamon, candidat à l'élection présidentielle de 2017[12]
- Nicolas Herbelot (L'Équipe)
- Arnaud Hermant (Le Parisien)
- Yves-Éric Houpert (L'Équipe)
- Rachid Khlifi (recruteur)
- Patrick Lafayette (Eurosport)
- Benoît Lallement (L'Équipe)
- Daniel Lauclair
- Romain Lefebvre (L'Équipe)
- Noël Le Graët, président de la FFF[13]
- Patrick Le Moine (L'Équipe)
- Olivia Leray, qui anime la rubrique La Manita d'Olivia
- Renaud Longuèvre
- Mathieu Madénian, humoriste
- Quentin Mengual
- François Manardo (ancien chef de presse de la FFF)
- Aymeric Marchal (L'Équipe)
- Philippe Maria (L'Équipe)
- Benoit Maylin (ex-L'Équipe)
- Max, animateur
- Jennifer Mendelewitsch (agent de joueur)
- Jean-Pierre de Mondenard, médecin spécialiste du dopage
- Éric Naulleau, critique littéraire
- Pierre Nigay (L'Équipe), journaliste
- Stéphane Pauwels
- Franck Ramela (L'Équipe)
- Xavier Rivoire
- Jean-Michel Rouet (L'Équipe)
- Bruno Salomon (France Bleu Paris)
- Pierre Salviac
- Nicolas Sarkozy, ancien président de la République, pour la 2000e émission[14]
- Pascal Sidoine (L'Équipe)
- Éric Silvestro (RTL)
- Bob Sinclar, disc-jockey
- Sonia Souid, agent de joueurs
- Paul Tavares, agent de joueurs
- Régis Testelin (L'Équipe)
- Arnaud Tsamere, humoriste
- Nicolas Vilas
- Semir Zuzo, handballeur
- François Hollande, ancien président de la République[15]
- Philippe Doucet (journaliste), (Canal+)
- Mourad Boudjellal, éditeur, président du RCT
- Thomas Pesquet, spationaute[16]
- Sefyu, rappeur

- Cyril Linette, ancien journaliste et directeur dans le groupe Canal +, émission du 17 octobre 2024.

## Musique
Générique : Sing a Song - Earth Wind & Fire (1975)
Notes de l'EDS : It's Not Unusual - Tom Jones (1965)
Duels et Super Duels : Il était une fois dans l'Ouest - Ennio Morricone (1968)
D'autres musiques d'habillage sont utilisées pour préparer les duels, en rapport avec une équipe ou un pays :
- ASM (Association sportive de Monaco) : Ouragan - Stéphanie de Monaco
- ASSE (Association sportive de Saint-Étienne) : Allez les Verts ! - Monty
- CBF (Brésil) : Samba de Janeiro - Bellini
- FFF (France) : La Marseillaise (Hymne français)
- Man City (Manchester) : Wonderwall - Oasis
- OL (Olympique lyonnais) : Le lion est mort ce soir - Pow-wow
- OM (Olympique de Marseille) : Jump - Van Halen
- PSG (Paris Saint-Germain) : Who said I would - Phil Collins
- RCL (Racing club de Lens) : Les corons - Pierre Bachelet

+ I'm so excited - The Pointer Sisters pour les moments d'ambition.
+ Happy Birthday - Stevie Wonder pour les anniversaires